# Misaki Doi
Misaki Doi (Ōamishirasato, 29 de Abril de 1991) é uma ex-tenista profissional japonesa, com melhores rankings de 30 (simples) e 77 (duplas) Conquistou 3 títulos WTA (1 simples e 2 duplas).
Anunciou aposentadoria em 2023. Seu último jogo foi pelo WTA de Tóquio do mesmo ano. Chegou à segunda fase, perdendo para Maria Sakkari.

## Finais

### WTA/WTA Challenger

#### Duplas: 2 (2-0)
| Legenda                                      |
| -------------------------------------------- |
| Grand Slam (0–0)                             |
| WTA Tour (0–0)                               |
| Tier I / Premier Mandatory & Premier 5 (0–0) |
| Tier II / Premier (0–0)                      |
| Tier III, IV & V / International (1–0)       |

| Títulos por Piso |
| ---------------- |
| Duro (2–0)       |
| Grama (0–0)      |
| Saibro (0–0)     |
| Carpete (0–0)    |

| Resultado | N. | Data            | Torneio                         | Piso | Parceira        | Oponentes                       | Placar   |
| --------- | -- | --------------- | ------------------------------- | ---- | --------------- | ------------------------------- | -------- |
| Campeã    | 1. | 3 Novembro 2013 | Nanjing Ladies Open, China      | Duro | Xu Yifan        | Shuai Zhang Yaroslava Shvedova  | 6-1, 6-4 |
| Campeã    | 2. | 20 Julho 2014   | İstanbul Cup, Istanbul, Turquia | Duro | Elina Svitolina | Oksana Kalashnikova Paula Kania | 6–4, 6–0 |